# Омокська мова
Омокська мова — вимерла юкагирська мова, що утворювала діалектний континуум із двома нині живими мовами. Також цю мову називали східним діалектом тундрової юкагирської мови. Ця мова існувала приблизно до XVIII століття[джерело?]. У 1821 році, Федір Матюшкін склав список слів омокської мови, а також спорідненої чуванської.